# Charlotte Schönbeck
Louise Charlotte Kristina Schönbeck, född 22 december 1984 på Lidingö, är en svensk  medeldistanslöperska som främst fokuserar på 800 och 1 500 meter.  Charlotte Schönbeck har deltagit i flera Europamästerskap men även i bland annat Finnkampen. Inhemskt tävlar hon för klubben IFK Lidingö.

## Karriär
Schönbeck sprang 800 meter vid U23-EM i Erfurt, Tyskland men slogs ut i försöken.
Vid EM i Barcelona 2010 deltog hon på 1 500 meter men slogs ut i försöken med tiden 4:09,42 vilket var personrekord. 2011 deltog hon på 1 500 meter vid inomhus-EM i Paris, men slogs ut i försöken. 2013 tävlade Schönbeck vid inomhus-EM i Göteborg men blev utslagen på 1 500 meter.

## Utmärkelser
Charlotte Schönbeck belönades 2012 med Stora grabbars och tjejers märke nr 520.

## Personliga rekord
| Utomhus - 400 meter – 55,39 (Gävle, Sverige 22 augusti 2009) - 800 meter – 2:00,70 (Göteborg, Sverige 10 augusti 2010) - 1 000 meter – 2:41,65 (Göteborg, Sverige 5 september 2015) - 1 500 meter – 4:09,42 (Barcelona, Spanien 30 juli 2010) - 3 000 meter – 10:02,22 (Leiria, Portugal 20 juni 2009) - 5 000 meter – 17:08,09 (Helsingborg, Sverige 27 augusti 2017) | Inomhus - 300 meter – 41,32 (Bollnäs, Sverige 1 februari 2003) - 400 meter – 56,06 (Västerås, Sverige 23 februari 2003) - 800 meter – 2:04,51 (Tammerfors, Finland 5 februari 2011) - 800 meter – 2:06,25 (Norrköping, Sverige 17 februari 2013) - 1 500 meter – 4:10,39 (Stockholm, Sverige 22 februari 2011) |